# Thottiyam
Thottiyam là một thị xã panchayat của quận Tiruchirappalli thuộc bang Tamil Nadu, Ấn Độ.

## Nhân khẩu
Theo điều tra dân số năm 2001 của Ấn Độ, Thottiyam có dân số 13.757 người. Phái nam chiếm 50% tổng số dân và phái nữ chiếm 50%. Thottiyam có tỷ lệ 73% biết đọc biết viết, cao hơn tỷ lệ trung bình toàn quốc là 59,5%: tỷ lệ cho phái nam là 81%, và tỷ lệ cho phái nữ là 66%. Tại Thottiyam, 10% dân số nhỏ hơn 6 tuổi.